# Егоров, Леонид Митрофанович
Леонид Митрофанович Егоров (24 февраля [9 марта] 1910, Кашира, Тульская губерния — 1968) — советский борец вольного и классического стилей, чемпион и призёр чемпионатов СССР, Заслуженный мастер спорта СССР, Заслуженный тренер СССР.

## Биография
Родился в семье мещанина Орловской губернии 24 февраля (9 марта) 1910 года.
Свой путь в спорте начал на станции Кашира, где учился в семилетней школе, а затем начал трудиться в депо. Увлекался многими видами спорта.
В 1930 году уехал на учёбу в Москву и занимался четыре года в железнодорожном техникуме. Посещал секцию классической борьбы, которая в итоге стала для него основным видом спорта. С 1934 года выступал в соревнованиях на первенство Москвы, а затем и в чемпионате Союза, где занял второе место в лёгком весе. В 1935 году впервые выиграл первенство Москвы и СССР.
Участник Великой Отечественной войны. Вошёл в состав отряда особого назначения НКВД СССР, который формировался из спортсменов, действовал в тылу врага. Награждён Орденом Красной Звезды, медалью «За отвагу» (9 октября 1942 года), а также медалями «Партизану Отечественной войны» и «За оборону Москвы».
В 1953 году, в возрасте 43 лет, в последний и десятый раз стал чемпионом Москвы и Союза.
В 1954 году он закончил свои выступления в большом спорте и перешёл на тренерскую работу. Будучи тренером, воспитал чемпиона XVI Олимпийских игр борца-тяжеловеса Анатолия Парфёнова. Удостоен почётного звания заслуженный тренер СССР, а за многолетний труд спортсмена и тренера орденом Трудового Красного Знамени.
Судья всесоюзной категории (1961).
Скончался в ноябре 1968 года.

## Спортивные результаты

### Классическая борьба
- Чемпионат СССР по классической борьбе 1934 года — ;
- Чемпионат СССР по классической борьбе 1935 года — ;
- Чемпионат СССР по классической борьбе 1936 года — ;
- Чемпионат СССР по классической борьбе 1938 года — ;
- Чемпионат СССР по классической борьбе 1939 года — ;
- Чемпионат СССР по классической борьбе 1940 года — ;
- Чемпионат СССР по классической борьбе 1941 года — ;
- Чемпионат СССР по классической борьбе 1944 года — ;
- Чемпионат СССР по классической борьбе 1945 года — ;
- Чемпионат СССР по классической борьбе 1946 года — ;
- Чемпионат СССР по классической борьбе 1947 года — ;
- Чемпионат СССР по классической борьбе 1948 года — ;
- Чемпионат СССР по классической борьбе 1949 года — ;
- Чемпионат СССР по классической борьбе 1950 года — ;
- Чемпионат СССР по классической борьбе 1951 года — ;
- Чемпионат СССР по классической борьбе 1952 года — ;

### Вольная борьба
- Чемпионат СССР по вольной борьбе 1945 года — ;
- Чемпионат СССР по вольной борьбе 1946 года — ;
- Чемпионат СССР по вольной борьбе 1947 года — ;
- Чемпионат СССР по вольной борьбе 1948 года — ;

## Награды
- орден Трудового Красного Знамени (27.04.1957) — «за успехи, достигнутые в деле развития массового физкультурного движения в стране, повышения мастерства советских спортсменов, и успешное выступление на международных соревнованиях»